# Crocus nivalis
Crocus nivalis är en irisväxtart som beskrevs av Jean-Baptiste Bory de Saint-Vincent och Louis Athanase Anastase Chaubard. Crocus nivalis ingår i släktet krokusar, och familjen irisväxter. Inga underarter finns listade i Catalogue of Life.